# Zaleśce (hromada Wiśniowiec)
Zaleśce (ukr. Залісці, Zalisci) – wieś na Ukrainie, w obwodzie tarnopolskim, w rejonie krzemienieckim, w hromadzie Wiśniowiec. W 2001 roku liczyła 1617 mieszkańców.
Do 2020 w rejonie zbaraskim.